# Ziolarka

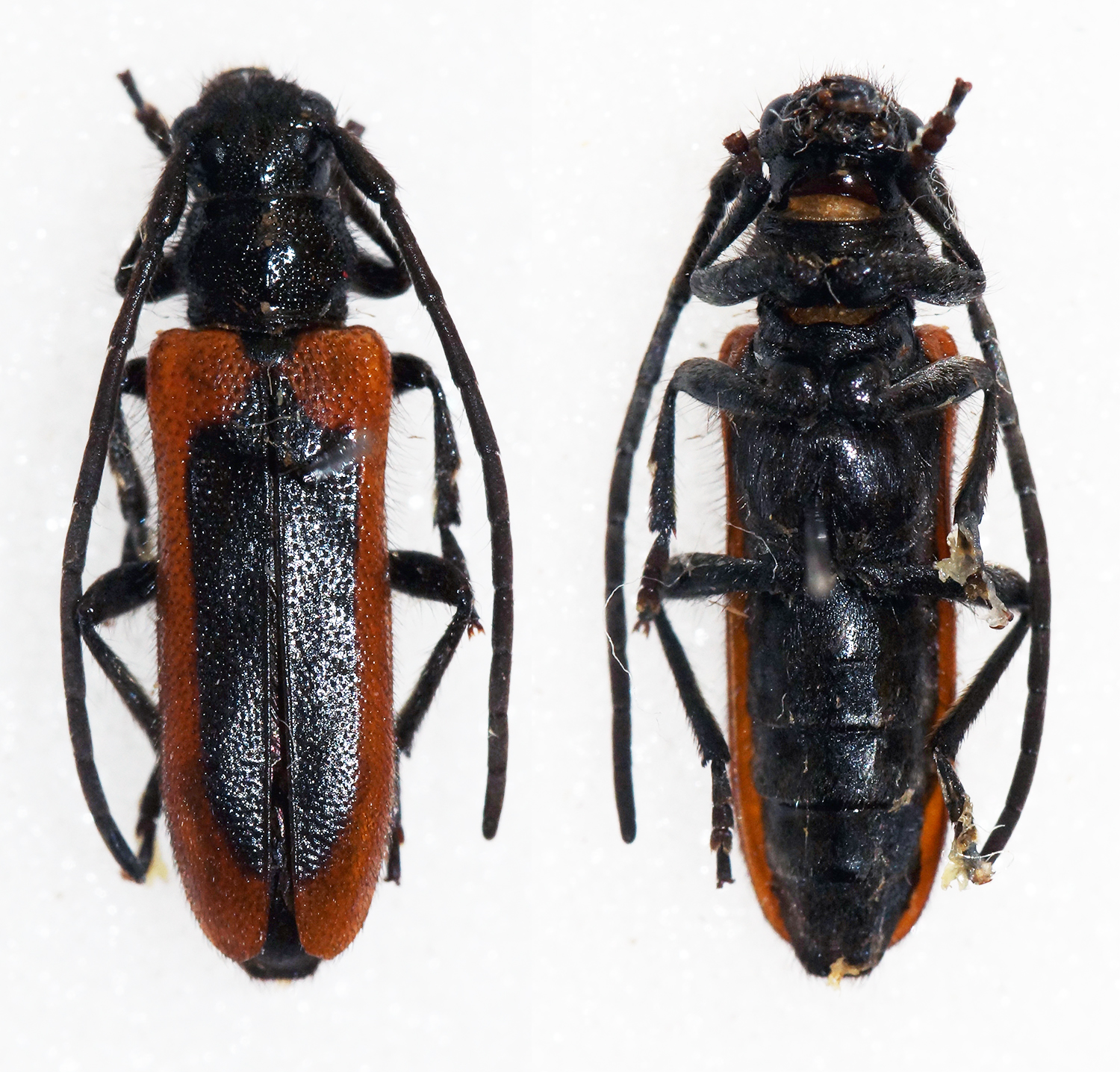
Phytoecia circumdata

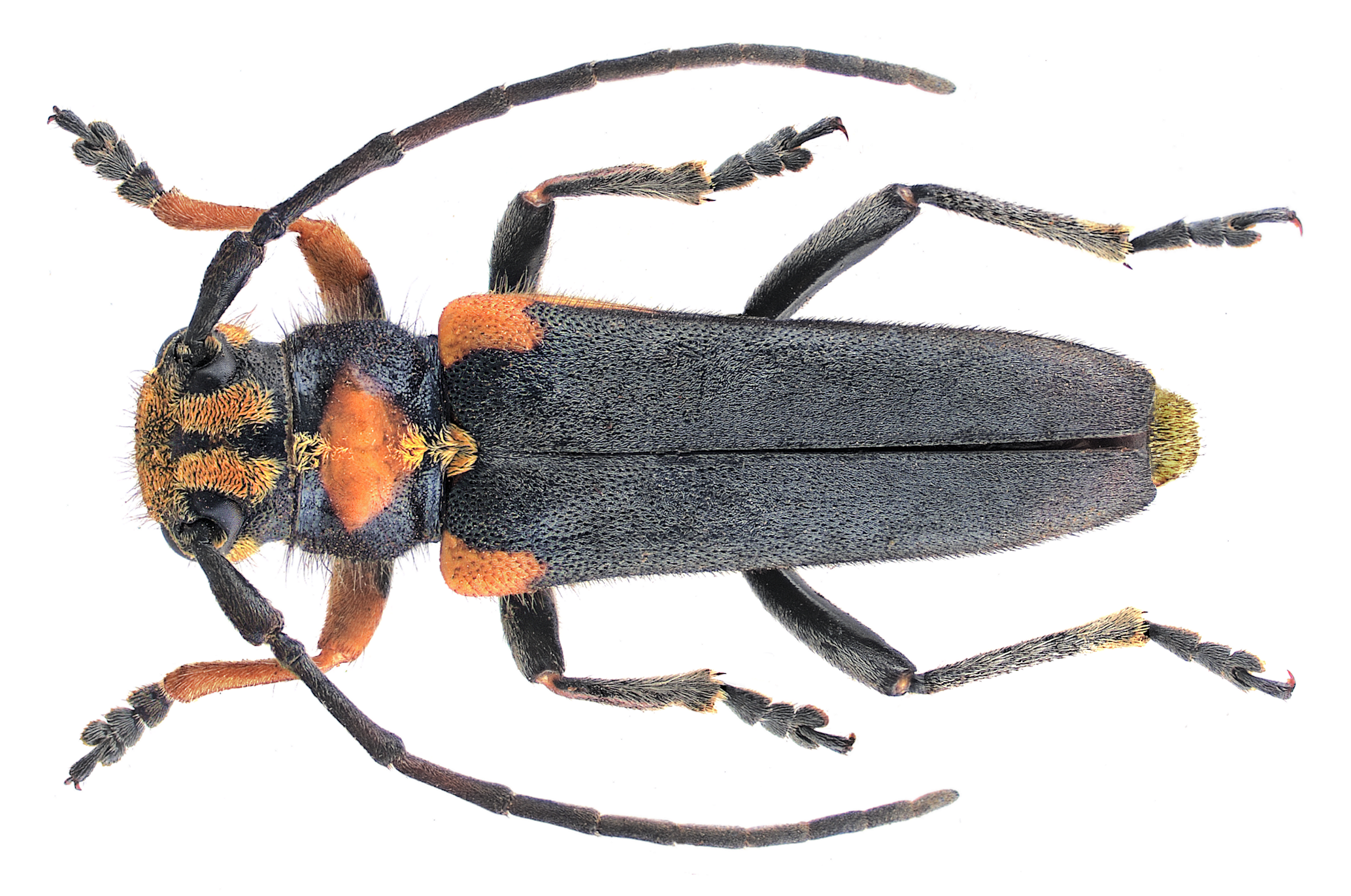
Phytoecia humeralis

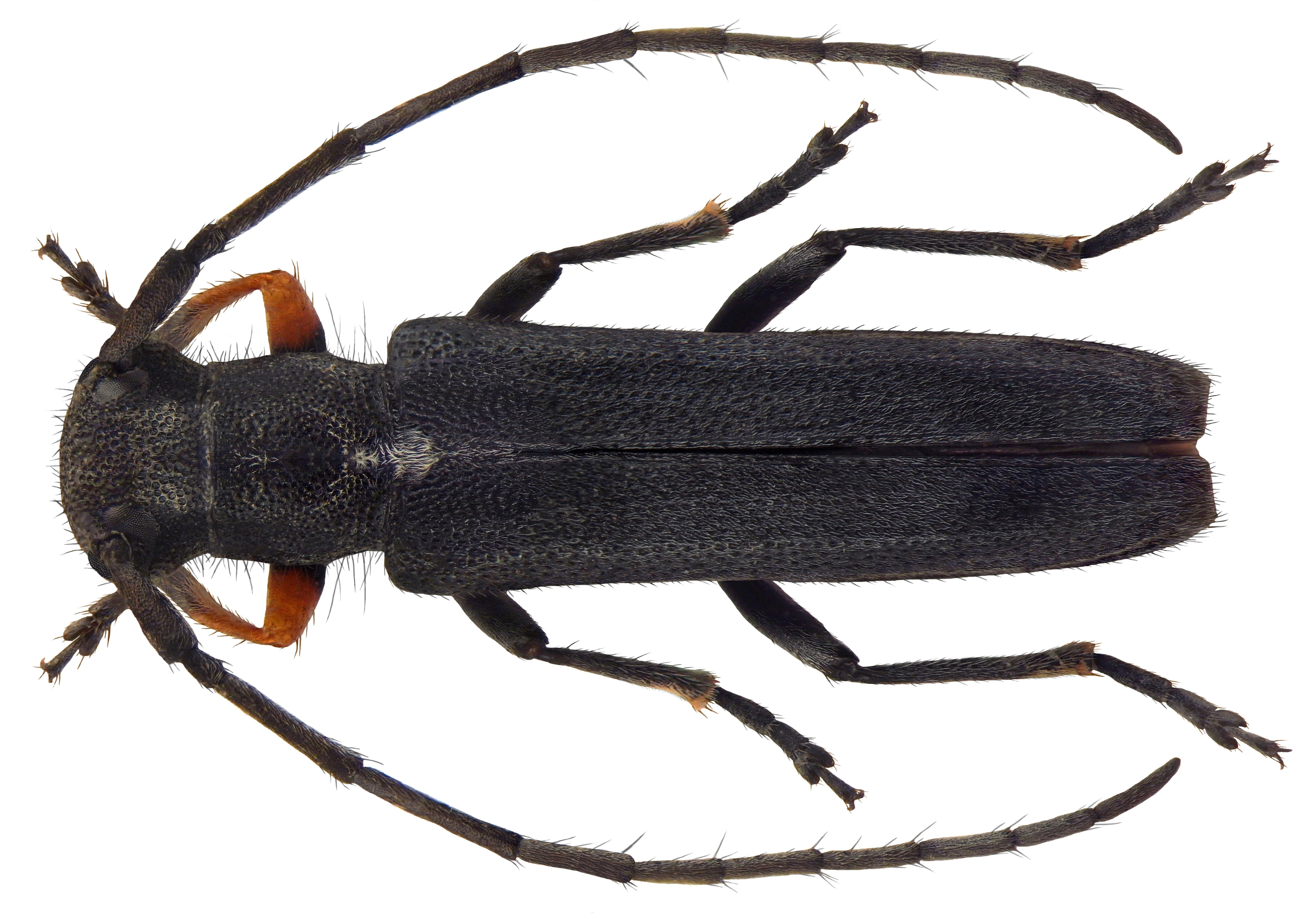
ziolarka marchwiowa (Phytoecia cylindrica)

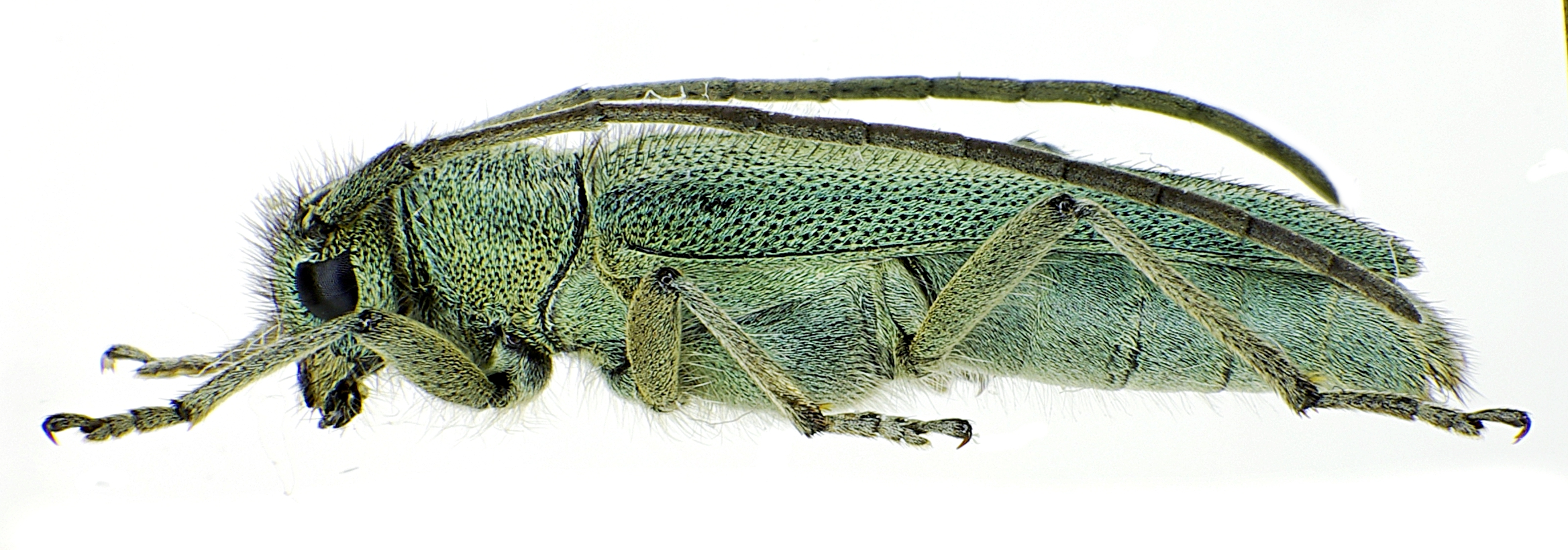
ziolarka żmijowcowa (Phytoecia coerulescens)

Ziolarka (Phytoecia) – rodzaj chrząszczy z rodziny kózkowatych i podrodziny zgrzypikowych.

## Zasięg występowania
Przedstawiciele tego rodzaju występują w Europie, Azji oraz Afryce.
W Polsce stwierdzono 8 gatunków.

## Systematyka
Do rodzaju ziolarka należy 265 gatunków i 18 podrodzajów:

- Podrodzaj: Blepisanis Pascoe, 1867
  - Phytoecia aethiopica
  - Phytoecia andreaei
  - Phytoecia angusta
  - Phytoecia anteatra
  - Phytoecia anterufa
  - Phytoecia apicefuscipennis
  - Phytoecia argenteosuturalis
  - Phytoecia atricollis
  - Phytoecia atrofrontalis
  - Phytoecia aurivillii
  - Phytoecia basirufipennis
  - Phytoecia beuni
  - Phytoecia bohemani
  - Phytoecia capensis
  - Phytoecia cincticollis
  - Phytoecia collaris
  - Phytoecia damarensis
  - Phytoecia densepuncticeps
  - Phytoecia disconotaticollis
  - Phytoecia erythaca
  - Phytoecia exilis
  - Phytoecia ferruginea
  - Phytoecia fervida
  - Phytoecia flavovittata
  - Phytoecia fossulata
  - Phytoecia freyi
  - Phytoecia glabra
  - Phytoecia grossepunctata
  - Phytoecia holonigra
  - Phytoecia hovorkai
  - Phytoecia incallosa
  - Phytoecia incensa
  - Phytoecia incensoides
  - Phytoecia indica
  - Phytoecia infranigra
  - Phytoecia infrapunctata
  - Phytoecia insignis
  - Phytoecia larvata
  - Phytoecia lateralis
  - Phytoecia latesuturalis
  - Phytoecia leleupi
  - Phytoecia lineata
  - Phytoecia longicollis
  - Phytoecia maculicollis
  - Phytoecia melanocephala
  - Phytoecia metallescens
  - Phytoecia neavei
  - Phytoecia nigra
  - Phytoecia nigroapicaloides
  - Phytoecia nigrovittata
  - Phytoecia orientis
  - Phytoecia ornata
  - Phytoecia parterufficollis
  - Phytoecia porosa
  - Phytoecia pseudocallosia
  - Phytoecia pseudofervida
  - Phytoecia pseudolatesuturalis
  - Phytoecia pseudoneavei
  - Phytoecia pseudorientis
  - Phytoecia pseudoruficeps
  - Phytoecia punctulipennis
  - Phytoecia rufa
  - Phytoecia ruficollis
  - Phytoecia rufulescens
  - Phytoecia samai
  - Phytoecia seminigripennis
  - Phytoecia sericea
  - Phytoecia subcallosa
  - Phytoecia subcoeruleata
  - Phytoecia subdorsata
  - Phytoecia sublateralis
  - Phytoecia subrufulescens
  - Phytoecia suturaloides
  - Phytoecia suturevittata
  - Phytoecia tessmanni
  - Phytoecia transversicollis
  - Phytoecia uniformis
  - Phytoecia vittata
- Podrodzaj: Cardoria Mulsant, 1862
  - Phytoecia scutellata
- Podrodzaj: Cinctophytoecia Breuning, 1862
  - Phytoecia albosuturalis
  - Phytoecia approximata
  - Phytoecia cinctipennis
  - Phytoecia guilleti
  - Phytoecia kukunorensis
  - Phytoecia punctipennis
  - Phytoecia sareptana
  - Phytoecia testaceolimbata
- Podrodzaj: Coptosiella Kasatkin, 2015
  - Phytoecia antoniae
- Podrodzaj: Fulgophytoecia Breuning, 1967
  - Phytoecia circumdata
  - Phytoecia pilosicollis
  - Phytoecia valentinae
- Podrodzaj: Helladia Fairmaire, 1868
  - Phytoecia adelpha
  - Phytoecia ariannae
  - Phytoecia armeniaca
  - Phytoecia demeltiana
  - Phytoecia diademata
  - Phytoecia euimperialis
  - Phytoecia ferrugata
  - Phytoecia flavescens
  - Phytoecia humeralis
  - Phytoecia imperialis
  - Phytoecia insignata
  - Phytoecia millefolii
  - Phytoecia orbicollis
  - Phytoecia paulusi
  - Phytoecia plasoni
  - Phytoecia pontica
  - Phytoecia praetextata
  - Phytoecia pretiosa
  - Phytoecia testaceovittata
- Podrodzaj: Kalashania Danilevsky, 2010
  - Phytoecia erivanica
  - Phytoecia pici
  - Phytoecia truncatipennis
- Podrodzaj: Metallidia Kasatkin, 2012
  - Phytoecia alinae
  - Phytoecia lisae
- Podrodzaj: Musaria Thomson, 1864
  - ziolarka baldaszkowa (Phytoecia affinis)
  - Phytoecia anatolica
  - Phytoecia argus
  - Phytoecia astarte
  - Phytoecia cephalotes
  - Phytoecia faldermanni
  - Phytoecia griseicornis
  - Phytoecia krupitskyi
  - Phytoecia kurdistana
  - Phytoecia puncticollis
  - Phytoecia rubropunctata
  - Phytoecia testaceovittata
  - Phytoecia tirellii
  - Phytoecia wachanrui
- Podrodzaj: Neomusaria Plavilstshikov, 1928
  - Phytoecia adusta
  - Phytoecia aligamgami
  - Phytoecia balcanica
  - Phytoecia dantchenkoi
  - Phytoecia furkani
  - Phytoecia inapicalis
  - Phytoecia longicornis
  - Phytoecia merkli
  - Phytoecia mesopotamica
  - Phytoecia pauliraputii
  - Phytoecia salvicola
  - Phytoecia suvorowi
  - Phytoecia waltli
- Podrodzaj: Opsilia Mulsant, 1862
  - Phytoecia aspericollis
  - Phytoecia badenkoi
  - Phytoecia brevicornis
  - Phytoecia bucharica
  - Phytoecia chinensis
  - Phytoecia coerulescens
  - Phytoecia irakensis
  - Phytoecia molybdaena
  - Phytoecia prasina
  - Phytoecia schurmanni
  - Phytoecia tenuilinea
  - Phytoecia transcaspica
  - ziolarka ośmiałowa (Phytoecia uncinata)
  - Phytoecia varentzowi
- Podrodzaj: Paracoptosia Danilevsky, 2017
  - Phytoecia albovittigera
  - Phytoecia bithynensis
  - Phytoecia brunnerae
  - Phytoecia compacta
  - Phytoecia demelti
  - Phytoecia ganglbaueri
  - Phytoecia gianassoi
  - Phytoecia minuta
  - Phytoecia schuberti
  - Phytoecia tauricola
  - Phytoecia urartica
- Podrodzaj: Parobereina Danilevsky, 2018
  - Phytoecia forticornis
  - Phytoecia heinzi
  - Phytoecia magnanii
  - Phytoecia nigrofemorata
  - Phytoecia nivea
  - Phytoecia ochraceipennis
  - Phytoecia pallidipennis
  - Phytoecia pashtunica
  - Phytoecia povolnyi
  - Phytoecia remaudierei
  - Phytoecia repetekensis
  - Phytoecia tatyanae
  - Phytoecia tekensis
  - Phytoecia tokatensis
  - Phytoecia vittipennis
  - Phytoecia volkovitshi
- Podrodzaj: Phytoecia Dejean, 1835
  - Phytoecia acridula
  - Phytoecia aenigmatica
  - Phytoecia algerica
  - Phytoecia annulicornis
  - Phytoecia annulipes
  - Phytoecia asiatica
  - Phytoecia atripes
  - Phytoecia baccueti
  - Phytoecia bangi
  - Phytoecia bialookii
  - Phytoecia bodemeyeri
  - Phytoecia brunneicollis
  - Phytoecia caerulea
  - Phytoecia centaureae
  - Phytoecia coeruleipennis
  - Phytoecia coeruleomicans
  - ziolarka żmijowcowa (Phytoecia coerulescens)
  - Phytoecia croceipes
  - ziolarka marchwiowa (Phytoecia cylindrica)
  - Phytoecia drurei
  - Phytoecia erythrocnema
  - Phytoecia ferrea
  - Phytoecia flavipes
  - Phytoecia gamzeae
  - Phytoecia gaubilii
  - Phytoecia geniculata
  - Phytoecia gougeletii
  - Phytoecia griseola
  - ziolarka pasternakowa (Phytoecia icterica)
  - Phytoecia kabateki
  - Phytoecia kartalensis
  - Phytoecia lahoulensis
  - Phytoecia malachitica
  - Phytoecia manicata
  - Phytoecia marki
  - Phytoecia martinae
  - Phytoecia mongolorum
  - Phytoecia napolovi
  - ziolarka bylicowa (Phytoecia nigricornis)
  - Phytoecia pubescens
  - ziolarka krwawnikowa (Phytoecia pustulata)
  - Phytoecia rabatensis
  - Phytoecia rufipes
  - Phytoecia rufiventris
  - Phytoecia rufovittipennis
  - Phytoecia rungsi
  - Phytoecia shokhini
  - Phytoecia sikkimensis
  - Phytoecia stenostoloides
  - Phytoecia subannularis
  - Phytoecia vaulogeri
  - ziolarka wrotyczówka (Phytoecia virgula)
  - Phytoecia vulneris
- Podrodzaj: Pilemia Fairmaire, 1868
  - Phytoecia angusterufonotata
  - Phytoecia annulata
  - Phytoecia breverufonotata
  - Phytoecia ghobarii
  - Phytoecia griseomaculata
  - Phytoecia halperini
  - Phytoecia moreana
  - Phytoecia samii
  - Phytoecia serriventris
  - Phytoecia smatanai
  - Phytoecia tigrina
  - Phytoecia vagecarinata
- Podrodzaj: Pseudoblepisanis Breuning, 1950
  - Phytoecia analis
  - Phytoecia arabica
  - Phytoecia atripennis
  - Phytoecia atrohumeralis
  - Phytoecia basilewskyi
  - Phytoecia cylindricollis
  - Phytoecia fuscolateralis
  - Phytoecia haroldii
  - Phytoecia nigriventris
  - Phytoecia nigrohumeralis
  - Phytoecia pseudafricana
  - Phytoecia pseudosomereni
  - Phytoecia somereni
  - Phytoecia sylvatica
- Podrodzaj: Pseudocoptosia Pic, 1900
  - Phytoecia cinerascens
  - Phytoecia eylandti
  - Phytoecia kubani
- Podrodzaj: Pseudomusaria Pic, 1900
  - Phytoecia farinosa